# Barbra Higgins
Barbra Irene Higgins Arana (Ciudad de Panamá, Panamá, 22 de julio de 1957) es una esgrimista panameña. 

## Biografía
Higgins compitió en los Juegos Olímpicos de Verano de 1984. Participó individualmente en la competición de florete. Perdió las seis peleas en la primera ronda y así puso fin a la competición olímpica. Quedó clasificada en el puesto 42.